# STS Chvojkovice-Brod
STS Chvojkovice-Brod je fiktivní strojní a traktorová stanice ve fiktivní obci Chvojkovice-Brod. V tomto podniku pracovala hlavní postava filmu Jáchyme, hoď ho do stroje!, František Koudelka (Luděk Sobota). Trenér juda Tumpach (František Peterka) při zápisu do pražského oddílu juda mylně považoval Koudelku za zdatného judistu a STS Chvojkovice-Brod za „slušnej oddíl“. Žádná obec ani vesnice s názvem Chvojkovice ve skutečnosti neexistuje.
Film byl natočen již v roce 1974. STS Chvojkovice-Brod se na základě této hlášky z filmu stalo populárním označením, které od konce 90. let a následujícího desetiletí nese několik různých skutečných sportovních oddílů a formálních i neformálních sdružení, například od roku 1999 florbalový oddíl STS Chvojkovice-Brod, od roku 2000 českobudějovický hokejový klub HC STS Chvojkovice-Brod, později i hokejbalový oddíl z Plzně, pražský šachový oddíl, klub vodáků z Krnova, šipkový tým a několik dalších formálních i neformálních spolků a skupin. Od května 2005 nese tento název také pražská projektová kancelář STS Chvojkovice Brod, Praha, s. r. o. (IČ 257 50 453), jejímž spolumajitelem a jednatelem byl Jan Paroubek, později známý jako klíčový odborník z firem RegioJet a LEO Express.
Chvojkovické scény ve filmu byly natáčeny v okrese Písek, v okolí Milevska. Počítač s plošinou na nákladním autě Výpočetního střediska Jih, který vytiskl Koudelkovi kondiciogram šťastných a nešťastných dní, stál u kostela svatého Linharta v Oslově. Protějškem fiktivního STS Chvojkovice-Brod by tedy mohlo být dnešní Výrobní a obchodní družstvo Oslov. Utopení automobilu Tatra 603 na závěr filmu bylo natočeno v Jickovicích.

## Judistický oddíl
Rozhovor trenéra Tumpacha s Koudelkou při zápisu do juda (ve filmu Jáchyme, hoď ho do stroje!, 1974). Zápletka scény: Koudelka se chce zapsat do kroužku juda, ale při vstupu do tělocvičny se mu náhodou přiskříplo sako do dveří, takže trenérův pokus o chvat skončí nezdarem.
Tumpach: „Čoveče, von stojí jako přibitej… Kdes byl dřív, chlapče?”

Koudelka: „Jáá?”

Tumpach: „No?”

Koudelka: „STS Chvojkovice-Brod.”

Tumpach: „No, zřejmě slušnej oddíl, no…”

## Lesní závod
Název Chvojkovice-Brod se o několik let dříve objevil v seminářové části představení Divadla Járy Cimrmana Němý Bobeš, které mělo premiéru již v roce 1971. Stejně jako film Jáchyme, hoď ho do stroje! i tuto inscenaci napsali Zdeněk Svěrák a Ladislav Smoljak.
Dialog v rámci „vědeckého“ semináře představení Němý Bobeš mezi Ladislavem Smoljakem a Petrem Bruknerem (případně jinými alternujícími herci):
Smoljak: […] Petře, kdy jste se dozvěděl, že budete hrát titulní roli ve hře Němý Bobeš?

Brukner: Dozvěděl jsem se to v pátek a hned v sobotu jsme jeli s panem režisérem Smoljakem do Chvojkovic.

Smoljak: Vysvětlete, proč jsme jeli do Chvojkovic.

Brukner: Ve Chvojkovicích je velká obora.

Smoljak: Nahlas, Petře!

Brukner: Ve Chvojkovicích je velká obora. Chtěl bych touto cestou poděkovat vedoucímu lesního závodu Chvojkovice-Brod panu Karlu Jíšovi, že se nás ujal a dovolil nám pozorovat srny.